# 安里屋ユンタ

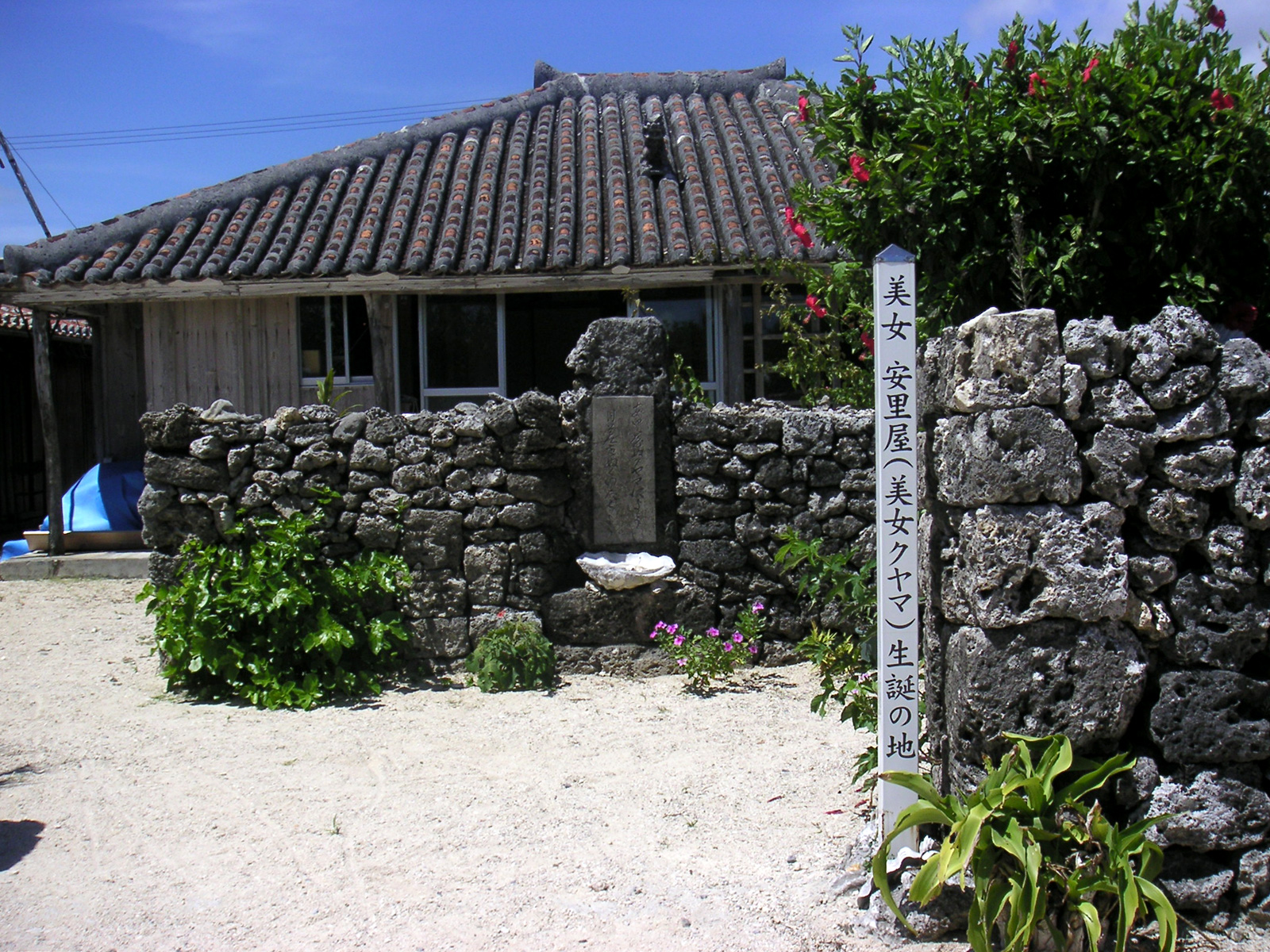
安里屋クヤマ生誕の地

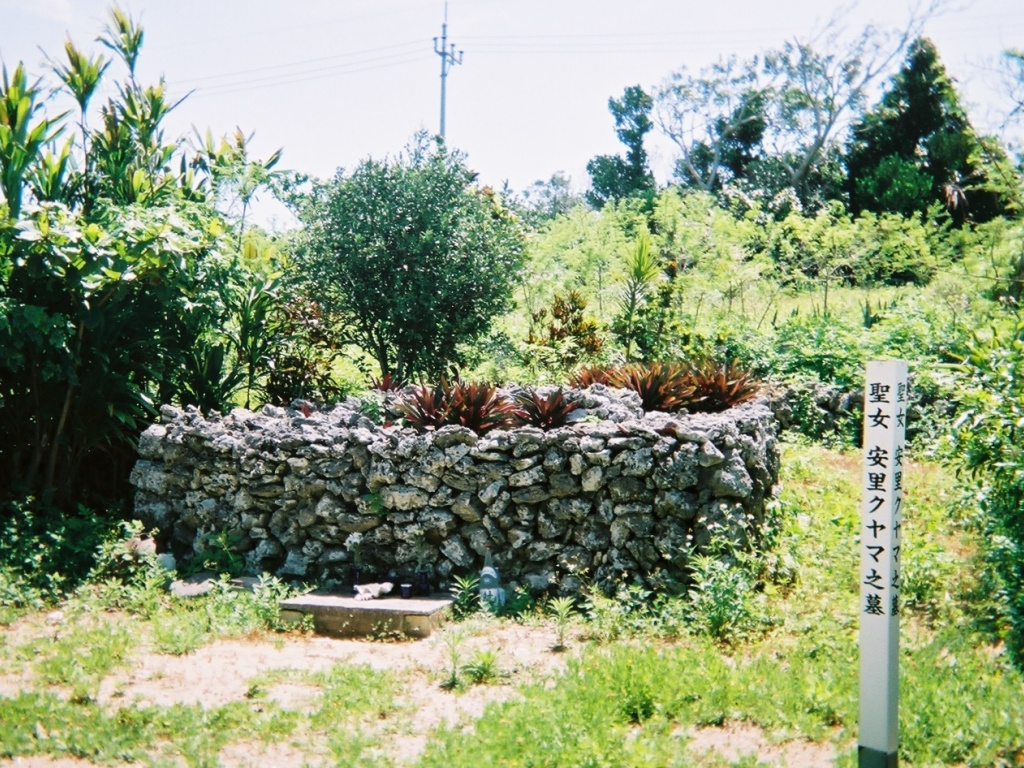
安里屋クヤマの墓

「安里屋ユンタ」（あさとやユンタ）は、沖縄民謡。沖縄県の八重山諸島の竹富島に伝わる古謡である。
これを元歌に、三線で節をつけたのが「安里屋節」（あさどやぶし）である。
さらに1934年に星克作詞、宮良長包作曲により標準語でレコード化された「安里屋ユンタ」（あさどやユンタ）があり、古謡と区別して「新安里屋ユンタ」ともいう。日本全国に広く知られているのは、この3番目の「安里屋ユンタ」であり、これを元歌に鹿児島県の奄美群島で「奄美チンダラ節」が歌われるなど、替え歌も作られている。

## 変遷

### 古謡 安里屋ユンタ
ユンタは労働歌の一種であり、田植え歌として歌われた。楽器は使わず、男女掛け合いで歌うことが多く、掛け合いが重なる部分では二部のコーラスに聞こえる。また、力を入れる時のタイミングを合わせるために力強い囃しが入る。
「安里屋ユンタ」は、琉球王国時代の竹富島に実在した絶世の美女・安里屋クヤマ（1722年 - 1799年）と、王府より八重山に派遣され、クヤマに一目惚れした目差主（みざししゅ。下級役人）のやり取りを面白おかしく描いている。
八重山では、1637年から琉球王国が苛酷な人頭税の取り立てを行っており、庶民が役人に逆らうことは普通では考えられなかった。そんな中で目差主の求婚を撥ね付けるクヤマの気丈さは八重山の庶民の間で反骨精神の象徴として語り継がれ、結の田植歌と結び付いて19世紀初頭までに「安里屋ユンタ」となったと考えられている。
歌詞は23番まで続き、4番以降ではクヤマに振られた目差主が「ならばお前より美しい娘を見つけて嫁にする」と言ってクヤマと別れ、イスケマという娘を娶って郷里に連れて帰る過程を描いているが、一般に歌われるのは6番までのことが多い。
なお、安里屋ユンタの本家である竹富島では、安里屋ユンタは「あさとやユンタ」と云い、濁音の「ど」ではない。これは、クヤマの生家である安里家の屋号がアサッティヤと呼ばれているためである。

### 安里屋節
「安里屋節」（あさどやぶし）は、歌詞の大意こそ前述の「安里屋ユンタ」とほぼ同じであるが、三線で伴奏し、節を付けて歌うため曲調は大きく異なる。安里屋ユンタを節歌調にアレンジし、士族の間で広まったのが「安里屋節」ではないかとされている。
八重山諸島の中でも、竹富島と、石垣島を始めとする他の島では歌詞が異なっており、竹富島外で歌われる「安里屋節」はクヤマが結婚するなら同じ島の男がいいとの理由で目差主の求婚を拒む内容となっている。
なお、竹富島での「安里屋節」の後半は「安里屋節」の調子の「二揚調子」のまま、「安里屋ユンタ」の旋律に代えて歌われるのが種子取祭などでの舞踊曲での通例である。
なお、沖縄本島の舞踊曲として三下調子の早弾き曲「安里屋（あさどーや）節」が「花笠節」に続けて演奏され踊られるが、これは八重山諸島に分布する安里屋節を大胆に崩した早弾き曲であり、八重山諸島の「安里屋節」とは趣を大いに異にするが、基本的な音構成は八重山諸島の「安里屋節」の原型を保っている。
加えて、大濱安伴著の『八重山古典民謡工工四 下巻』には早弾きの「安里屋節」が収録されている。

### 新安里屋ユンタ
1934年には石垣島の白保尋常高等小学校（現・石垣市立白保小学校）代用教員で、後に立法院議員となった星克（1905年 - 1977年）が作詞、沖縄師範学校で音楽教師を務めていた宮良長包（1883年 - 1939年）が作曲した「安里屋ユンタ」がコロムビアレコードより発売された。これにより「安里屋ユンタ」の名が日本全国に広められた。
現在は、単に「安里屋ユンタ」というとこのレコードバージョンを指すことが多いが、古謡の「安里屋ユンタ」を知る人は、このバージョンを「新安里屋ユンタ」と呼んで区別することが多い。
改作に当たって歌詞に標準語（あるいは共通語、いわゆるヤマトグチ）が用いられているが、原曲の歌詞を直訳したものではない。後年、多くの歌手が「安里屋ユンタ」と題するカバー曲を発表しているが、これらはほとんどが新「安里屋ユンタ」の歌詞を用いている。
この新「安里屋ユンタ」の標準語歌詞は、大阪コロムビアレコードの担当者から「難解な沖縄方言ではなく、標準語による新たな創作歌詞により広く日本全国に沖縄民謡を広めたい」との趣旨で依頼され、宮良長包により改作されたものであり、他に「新鳩間節」「新港節」「新ションカネー」などの楽曲もリリースされている。
沖縄では八重山民謡の有名レパートリーとして多くの民謡歌手がレコーディングしている。
沖縄都市モノレール線（ゆいレール）は、駅到着時に沖縄民謡を用いた車内放送チャイムが流れる。本曲は安里駅到着時のチャイムとして使用されている。
2013年3月17日には、星克の出身地である白保の公民館に歌碑が建立された。

### 新安里屋ユンタの替え歌
さらに、展開型としてこの新「安里屋ユンタ」の替え歌が第二次世界大戦前から戦中にかけて沖縄県内外を問わず、広く座興の場などでさまざまな歌詞で唄い遊ばれていた。
例えば、鹿児島県の奄美群島では、奄美独特の高いキーの三線（三味線）の伴奏で歌われた、ある程度固定化した歌詞の替え歌が「奄美チンダラ節」として愛唱された。奄美市のセントラルレコードから「奄美新民謡」の一つとして音源が複数発売されており、『奄美民謡総覧』（セントラル楽器奄美民謡企画部（指宿正樹、指宿邦彦、小川学夫）編、2011年、南方新社刊）にも掲載されている。ただし、「奄美チンダラ節」は囃しの「サア　ユイユイ」を二回ずつ続ける点が異なる。
奄美群島の喜界島にルーツを持つ音楽ユニット「マブリ」はさらに「奄美チンダラ節」の替え歌「喜界チンダラ節」を作って歌っている。
このように「新安里屋ユンタ」の替え歌が多く作られるようになった原因は、曲調が明るく、宴席の座興で歌うのに適しているのみならず、歌詞を構築する拍数が日本の本土で広く歌われている七・七・五調で作られていることが大きく、多くの日本民謡や俗謡の歌詞をそのまま当てはめて歌えることがある。例えば、秋田県の民謡である「ドンパン節」で盛んに歌われる「七七七五」調の歌詞「めでためでたの　若松様よ　枝も栄える　葉も茂る」と差し替えができるため、同じ字数の日本民謡の歌詞を転用するなどの形で即興で歌ったり、歌詞を創作してのせるなどして、日本全国に広まったと思われる。
現在も、沖縄料理店などでのライブやコンサートで替え歌が歌われることもよくあり、例えば奄美島唄を歌う城南海もライブでよく即興で替え歌を作り歌っている。

### 海外でのカヴァー
香港では1995年に無綫電視台のドラマ『金牙大状 (貳)』のテーマ曲「孔子曰」（BMGレコード）として広東語の歌詞を付け、ロマン・タム（羅文）が歌った。
また、シンガポールでは仏教歌曲「菩薩日」として中国語の歌詞を付け、覺慧法音合唱団が歌った。

## 囃しの意味
囃しとして歌われる「マタハリヌ チンダラ カヌシャマヨ」は八重山方言の古語で「また逢いましょう、美しき人よ」の意である。「サー　ユイユイ」は調子を合わせる合いの手であり、本土の民謡などの「サノ　ヨイヨイ」と同じ囃子言葉で、特に意味はない。
この囃しがインドネシア語で「太陽は我らを等しく愛する」の意味である等の説もある。これは「matahari cinta kami semua」あるいは「matahari mencintai kami sama」など、音が近いインドネシア語を当てはめるて文章が作れるためと思われる。また、インドネシアバリ島のバリ語では、「マタハリヌ」が「太陽の島」という意味になる。しかし、発祥地である竹富島で謡われている安里屋ユンタの囃し部分は「ハーリヌ チンダラチンダラヨ」と唄うと女性が「マタ ハーリヌ チンダラチンダラヨ」と返句する形になっており、「matahari (太陽) 」を一語と考えるのは、区切りを間違った異分析である。また、主に石垣島で謡われる謡い方に強く影響されていると考えられ、信憑性に欠ける。
竹富町教育委員会発行の『竹富町古謡集』、崎山三郎著『竹富島工工四』、上勢頭亨著『竹富島誌　別冊　竹富町古謡集1〜5巻』などに竹富島本来の安里屋ユンタの記載があり、上記のインドネシア説と対応する囃しとは異なっている。「竹富島の安里屋ユンタ」は国の重要無形民俗文化財に指定されている「竹富島の種子取」の舞踊曲の一つであり、この芸能の解説等は崎山三郎による『竹富島工工四』に基づいて全文が文化庁に提出されている。
他方、「マタハーリヌ　チンダラカヌシャマヨ」の謡い方で記載されている古謡集として石垣字会発行『石垣村古謡集』、登野城ユンタ保存会発行 『登野城村古謡集』などがあるが、いずれも石垣島の古謡集である。よって、インドネシア語説は発祥の地の伝統的な謡い方を知らずに、似た音の語から想像した俗説である。

## ディスコグラフィ

### 安里屋ユンタ
- 『甦る沖縄の歌ごえ・宮古八重山編』（日本コロムビア、COCF-10553）に労作唄として男女掛け合いで収録。
- 大工哲弘 - 『大工哲弘 ―八重山民謡集―』（ビクター）太鼓のみ、男女掛け合いで収録。

### 安里屋節
- 後間儀雄 「トバラーマ／安里屋節」（ユモンレコードGM-6。EP盤）
- 池田卓 - 『やえやまのみんなのうた』（2008年）に収録。

### 新安里屋ユンタ
1934年には石垣島の白保尋常高等小学校（現・石垣市立白保小学校）代用教員で、後に立法院議員となった星克（1905年 - 1977年）が作詞、沖縄師範学校で音楽教師を務めていた宮良長包（1883年 - 1939年）が作曲した「安里屋ユンタ」がコロムビア・レコードから発表された。
本曲のカバーは多数発表されている。主なアーティストは以下の通りである。歌詞は前述のとおり大半が新「安里屋ユンタ」に拠っているが、表題は全て「安里屋ユンタ」である。
- 細野晴臣（「ハリー細野とイエロー・マジック・バンド」名義） - アルバム『はらいそ』（1978年）に収録。
- 坂本龍一 - アルバム『ビューティ』（1989年）に収録。
- ソウル・フラワー・モノノケ・サミット - アルバム『レヴェラーズ・チンドン』（1997年）に収録。
- 村上ユカ - アルバム『はなうたち。』（1999年）に収録。
- 矢野顕子 - アルバム『TWILIGHT』（2000年）に収録。
- 夏川りみ - アルバム『てぃだ 〜太陽・風ぬ想い〜』（2002年）に収録。
- ブロンディ - 『カース・オブ・ブロンディ』（2003年）に収録[5]。
- より子 - アルバム『Cocoon』（2005年）に収録。
- 成海璃子 - TVドラマ『瑠璃の島 スペシャル 2007 初恋』（2005年）にて。
- ジュン・ヤマムラ×創作太鼓衆美らさ - アルバム『想風〜UMUKAJI』（2006年）に収録[6]。
- チュラマナ - アルバム『楽園の虹』（2007年）に収録。
- 辻香織 - アルバム『Day by day』（2008年）に収録。
- 桑江知子 - マキシシングル『うんじゅぬ島』（2009年）に収録。
- 青柳拓次 - アルバム『まわし飲み』（2010年）に収録。
- 上間綾乃 - アルバム『唄者』（2012年）に収録。
- NeoBallad - シングル『南のバラッド』（2015年）に収録。
- 寺尾紗穂 - アルバム『北へ向かう』（2019年）に収録。
- 折坂悠太 - ミニアルバム『朝顔』（2021年）に収録。

### 奄美チンダラ節
- 大島ひろみ - アルバム『奄美新民謡名曲集』（2010年）に収録。

## 編曲
- 松下耕 - 混声合唱のための「八重山・宮古の三つの島唄」（1998年）終曲として混声四部合唱(div)に編曲。原曲を元に、転調を繰り返しながら三次元的に膨張していく厚みのあるサウンドが特徴的。
- 長山善洋 - オーケストラのための編曲。琉球交響楽団のレパートリーで、CD録音も行われている。
- 真島俊夫 - 『ニューサウンズ・イン・ブラス』第33集（2005年）の一曲として吹奏楽と合唱のために編曲。真島は『五つの沖縄民謡による組曲』（1999年）でも旋律を用いている。
- 伊藤康英 - 素材に用いて『琉球幻想曲』（1997年）を作曲。ピアノ二台八手連弾のために書かれたあと、四手連弾、吹奏楽、サクソフォーン四重奏など多くのバージョンが作られている。
- KUNIKO&Kinami - 素材に用いたエレクトロニックREMIX、『Araha Yunta』（2024年）を作曲。